# Barry Stokes
Barry Stokes, né 1944, est un acteur britannique.

## Biographie
Il fait ses débuts à la télévision dans le feuilleton Crossroads fut célèbre et obtient une popularité dans la série Cosmos 1999 dans le rôle de Jim Haines. En 1973 il tient le rôle principal aux côtés de Jean Seberg dans La Corruption de Chris Miller de Juan Antonio Bardem. Barry Stokes joue le rôle-titre dans le film The Ups and Downs of a Handyman (1975). Dans Lady Oscar de Jacques Demy il joue le rôle d'André Grandier. En 1981 il est le partenaire de Claude Jade dans un film franco-allemand après un roman de Vicki Baum, Rendez-vous à Paris. Dans les années 1980 plusieurs rôles à la télévision, entre autres dans Les Derniers Jours de Pompéi.